# Новоамвросіївське
Новоамвро́сіївське — селище Амвросіївської міської громади Донецького району Донецької області, Україна.

## Загальні відомості
Відстань до райцентру становить близько 11 км і проходить переважно автошляхом Т 0517.
У смт розташовані вторинні виробництва Амвросіївського комбінату «Донцемент» (виробництво азбестоцементних труб). Лікарня, амбулаторія, СШ, 2 бібліотеки, ДК ВАТ «Донцемент» (стара назва — ДК ім. Леніна)
Неподалік розташований ботанічний заказник місцевого значення Пристенське.
Унаслідок російської військової агресії із серпня 2014 р. Новоамвросіївське перебуває на тимчасово окупованій території.

## Населення

### Мова
Розподіл населення за рідною мовою за даними перепису 2001 року:
| Мова            | Кількість | Відсоток |
| --------------- | --------- | -------- |
| російська       | 1824      | 70.13%   |
| українська      | 765       | 29.41%   |
| білоруська      | 3         | 0.12%    |
| румунська       | 3         | 0.12%    |
| інші/не вказали | 6         | 0.22%    |
| Усього          | 2601      | 100%     |

За даними перепису 2001 року населення смт становило 2601 особа, з них 29,41 % зазначили рідною мову українську, 70,13 % — російську, 0,12 % — білоруську та молдовську мови.